# 5–11 Bank Street (Dumfries)
Unter der Adresse 5–11 Bank Street in der schottischen Stadt Dumfries in der Council Area Dumfries and Galloway befindet sich ein Wohn- und Geschäftsgebäude. 1981 wurde das Bauwerk in die schottischen Denkmallisten in der höchsten Denkmalkategorie A aufgenommen. Des Weiteren bildet es zusammen mit sieben umliegenden Bauwerken ein Denkmalensemble der Kategorie B.

## Beschreibung
Das Gebäude liegt an der Westseite der Bank Street nahe dem Nith im Zentrum der Stadt Dumfries. Das Baujahr des dreistöckigen Gebäudes ist nicht exakt überliefert, sodass nur die Mitte des 18. Jahrhunderts als Bauzeitraum angegeben werden kann. Ursprünglich war die südostexponierte Frontseite drei Achsen weit. Wahrscheinlich im späten 18. Jahrhundert erfolgte ein Anbau an der Südwestseite, durch den das Gebäude um zwei Achsen erweitert wurde. Im Erdgeschoss sind Geschäftsräume eingerichtet, während die beiden Obergeschosse als Wohnraum genutzt werden. Die Fassaden sind mit Harl verputzt, wobei Öffnungen mit schwarzen Faschen farblich abgesetzt sind. Das Gebäude schließt mit einem schiefergedeckten Satteldach mit giebelständigen Kaminen.
Die Einstufung als Kategorie-A-Bauwerk ist verknüpft mit der Tatsache, dass der schottische Dichter Robert Burns in den 1790er Jahren in diesem Haus lebte. Hieran erinnert eine marmorne Gedenkplakette sowie ein modernes Schild an der Frontseite. Die Inschrift der Marmortafel lautet: „Robert Burns, the national poet, lived in this house with his family on coming to Dumfries from Ellisland in 1791“ (Robert Burns, der Nationalpoet, lebte mit seiner Familie in diesem Haus, nachdem er 1791 von Ellisland nach Dumfries gekommen war). Burns verstarb 1796 im Robert Burns’ House in Dumfries.